# Lefetamina
La lefetamina, o N,N-dimetil-1,2-difeniletanammina, è un composto organico con proprietà analgesiche ed antinfiammatorie, il cui effetto si manifesta rapidamente e si protrae nel tempo. 
Si presenta come una polvere cristallina bianca, di sapore leggermente amaro. Molto solubile in metanolo ed in acido acetico glaciale, solubile in alcoli, in cloroformio e in acqua, e insolubile in etere etilico.

## Farmacologia e tossicologia
L'effetto analgesico della lefetamina inizia entro 30 minuti dalla somministrazione e si protrae per circa 10 ore. Un picco di concentrazione plasmatica si raggiunge entro 15 minuti dalla somministrazione intramuscolare ed entro un'ora dalla somministrazione orale. L'analgesia è da attribuire a un'azione di tipo centrale, probabilmente attraverso il coinvolgimento della via spino-bulbo-talamo-corticale. L'azione sulla muscolatura scheletrica è di tipo miolitico: il farmaco inibisce la contrazione indotta dall'acetilcolina, diminuisce l'ampiezza del potenziale della placca motrice e del muscolo senza influenzare quello del nervo periferico. Il farmaco ed i suoi metaboliti vengono escreti principalmente per via urinaria. 
Nel topo e nel ratto i valori della DL50 sono rispettivamente di 128 mg/kg e 100 mg/kg per i.p., e di 250 mg/kg e 500 mg/kg per os. 
La lefetamina è indicata nel trattamento del dolore di diversa origine. 
La lefetamina si può somministrare per via intramuscolare e sottocutanea in dosi di 60-120 mg al giorno, per via orale e per via rettale in dosi di 50 mg ogni 6-8 ore (dose massima: 200 mg/die). 
L'effetto collaterale più frequente è la secchezza delle feci. Si possono manifestare inoltre vertigini, nausea, disturbi gastroenterici, cardiopalmo, sonnolenza, affaticamento, febbre, cefalea. 
Il farmaco è controindicato in caso di ipersensibilità. Nei soggetti con insufficienza epatica, ipertensione o con all'anamnesi abuso di bevande alcooliche, la lefetamina deve essere somministrata con estrema cautela. L'eventuale farmacodipendenza da lefetamina inizia come atto iatrogeno, sotto la spinta di una prescrizione tesa a medicare dolori ad alta intensità (radicoliti, pancreatiti). Il più spesso si tratta di dipendenza non singola, ma di accompagnamento. Il farmaco è spesso non sensibile al naloxone e non è facilmente sostituibile con i narcotici maggiori. 
La lefetamina può attenuare lo stato di veglia, per cui può essere rischioso lo svolgimento di attività che richiedono particolare attenzione (es. guida di autoveicoli, uso di macchinari, ecc.). 
In seguito ad uso improprio (somministrazione endovenosa) di dosi elevate di lefetamina cloridrato sono stati riportati casi di convulsioni ed eccitazione psicomotoria.